# Mäster Palms plats

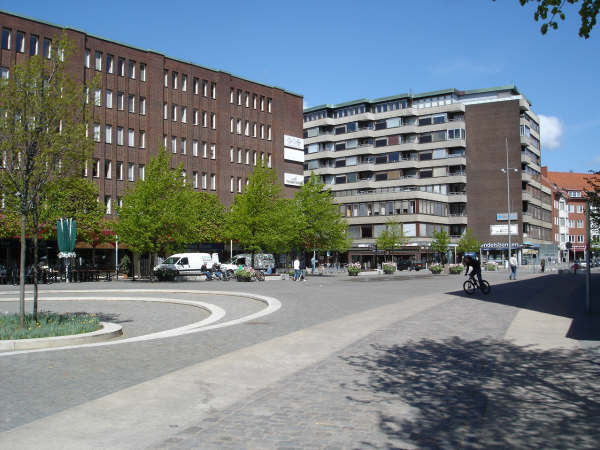
Mäster Palms plats sedd från Carl Krooks gata. Till vänster ses Fackföreningarnas hus och i fonden Söderport.

Mäster Palms plats är ett torg på Söder i Helsingborg, som fått sitt namn av den socialistiske agitatorn August Palm (1849–1922). Platsen sträcker sig från Södergatan och västerut till Carl Krooks gata för att sedan övergå i Konsul Perssons plats.

## Utformning
Torget är beläget mellan gatorna Södergatan i öster och Carl Krooks gata i väster. Platsen omges av flera byggnader i senmodernistisk stil. Den avgränsas i norr av Fackföreningarnas hus, i folkmun kallat "Borgen", ett stort byggnadskomplex i rött tegel som täcker torget hela norra fasad och i söder avgränsas platsen av gallerian Söderpunkten. På östra sidan av Södergatan avgränsas platsen delvis av Söderporthuset, medan Gasverksgatan löper ner mot platsen söder om byggnaden. Även det funktionalistiska Tempo-huset i hörnet Gasverksgatan/Södergatan ger ett starkt intryck på platsen. I väster ligger Konsul Perssons plats, som bildar ett öppet stråk mellan Mäster Palms plats och hamnområdet i väster. Dock planeras Konsul Perssons plats att bebyggas med hotell och biopalats, vilket kommer att omsluta platsen även i väster.
Själva platsen är stenlagd och domineras i väster av en oval fördjupning av torgytan innehållande en trädplantering av tre träd. Öster om fördjupningen löper en krökt mur på sina ställen klädd med mosaiker av Sven Börtz som avgränsar platsen från Carl Krooks gata. Mot Fackföreningarnas hus löper en trädrad varunder bänkar och, säsongsvis, uteserveringar finns placerade. Längre i öster löper två rader av vattenkonst i form av vattenstrålar belysta underifrån som skapar en fontän då klimatet tillåter, men även en användbar yta under vintermånaderna. Längst i öster, mot Södergatan, står en staty av August Palm, utförd av Ture Johansson. Denna flyttades hit 1973, efter att ha stått i Folkets park sedan dess framställning 1955. År 1883 höll August Palm sitt första brandtal i det nu försvunna värdshuset Grönalund, tidigare beläget där Söderporthuset nu står.

## Torgliv
Största delen av torglivet på Mäster Palms plats är koncentrerat till dess norra sida, då den södra sidan uteslutande utgörs av gallerian Söderpunkten, med endast ett fåtal ingångar. I Fackföreningarnas hus finns ett antal serveringar, som under sommarhalvåret drar nytta av söderläget genom uteserveringar under trädraden framför byggnaden. Den östra delens sittbänkar är också välanvända, då dessa ligger i anknytning till vattenspelet, som ofta utnyttjas av barn för lek. Torgytan används ibland för olika arrangemang, främst under Helsingborgsfestivalen, då platsen ofta hyser serveringstält och musikframträdanden. Under tiden kring jul pryds platsen av en upplyst julgran, ofta av mer konstnärligt stuk, inte sällan helt uppbyggd av endast ljusslingor formade som en gran eller ett träd. Fasaden på Fackföreningarnas hus pryds vid samma tid av stora vepor av lysdioder samtidigt som träden framför är inklädda i ljusslingor. Vid tillfällen har nedsänkningen i väster under vintern hyst en skridskobana.

## Historik
Sin nuvarande form fick torget på 1960-talet som ett led i en omfattande sanering av stadsdelen Söder. Från 1800-talets mitt hade exploateringen av stadsdelen ökat kraftigt. I ett försök att strukturera upp den oreglerade bebyggelsen som vuxit upp anlitades lantmätaren Georg Gustafsson, som 1874 hade en plan klar. Denna utgjordes av en tidstypisk rutnätsplan som utgick från den gamla landsvägen mot Landskrona, numera Södergatan. Vid den plats där Mäster Palms plats står idag gör gatan en mycket diskret krök, vilken ger upphov till en vinkelskillnad mellan rutnätet vid Stadsparken och rutnätsmönstret på Söder. Vid denna plats fann Gustafsson det lämpligt att placera ett torg. Men eftersom planen inte tog hänsyn till existerande bebyggelse nåddes den av stora protester, vilket gjorde att en ny plan gjordes upp av stadsingenjör Robert Söderqvist. I dennes plan var torget borttaget och kvarteret Holland drogs ut till Gasverksgatan. När funktionalismen slog igenom i Sverige på 1930-talet ansågs den äldre, mer blygsamma arbetarbebyggelsen vara osanitär och otidsenlig, vilket ledde till att många efterlyste en sanering av området. Denna dröjde dock något och den enda byggnaden i området uppförd i funktionalistisk stil blev Tempovaruhuset i sydöstra hörnet av Gasverksgatan och Södergatan, uppfört 1933 efter ritningar av Gustav W. Widmark. 
Den stora förändringen av området skedde inte förrän på 1960-talet då en stor del av bebyggelsen revs och successivt ersattes av senmodernistiska, storskaliga byggnader. Som en av de första senmodernistiska byggnaderna tillkom 1964 bostadskomplexet Söderport på nio våningar, vid Södergatans östra sida. Den förändring som fick störst betydelse för platsen tillblivelse var dock uppförandet av Domusvaruhuset i kvarteret Holland. Under 1965 revs all äldre bebyggelse i kvarteret och samtidigt tog man tillfället i akt att bredda Gasverksgatan med 20 meter. År 1967 stod varuhuset klart. Senare tillkom Fackföreningarnas hus i torgets norra fasad. Vid denna tid var platsen till största delen en vältrafikerad trafikplats, där Gasverksgatan skar ner genom platsen för att nå Malmöleden. En mindre torgyta fanns i platsens norra del. År 2001 omstrukturerades dock platsen till ett torg, nästan helt avstängt för trafik, med ritningar av Svend Ahlgren.